# Det von Westenske Institut
Det von Westenske Institut var en lærd skole (gymnasium) i Nørregade 46 (siden nr 41) i København. Det blev oprettet 1799 af Johan Christopher von Westen sammen med R. Brendstrup og H. Nissen og lukket i 1893.

## Skolebestyrere
- 1821-1832: Johan Christopher von Westen
- 1832-1839: Vilhelm August Borgen og Knud Christian Nielsen
- 1839-1844: Vilhelm August Borgen
- 1844-1873: Henrik Georg Christian Bohr
- 1873-1878: Peter Georg Bohr

## Kendte lærere
- Peter Rørdam
- Eiler Henning Hagerup
- 1842-1861: D.E. Rugaard
- 1843-1847: H.V. Rasmussen
- 1848-1854: Frederik Dahl
- 1848-18??: Nicolai Femmer
- 1854-1864: Victorinus Pingel
- 1858-1893: Oskar Siesbye
- 186?-1871: Julius Petersen
- Sophus Schandorph

## Kendte studenter og elever
- 1806: Hans Georg Bentzen
- 1810: Christian Pingel
- 1811: Carl Ludvig Kirstein
- 1814: J.C.L. Lengnick
- 1815: Gunni Busck
- 1827: Peter Faber, Søren Johan Heiberg, J.H. Paulli
- 1828: C.J.H. Kayser
- 1830: Hans Knudsen
- 1832: Gustav Brock
- 1833: Andreas Laurits Carl Listov
- 1834: Hother Tolderlund (elev 1834-37)
- 1836: Meïr Aron Goldschmidt
- 1836: F.A. Milo
- 1840: Otto Zinck (elev 1840-45)
- 1841: Kristian Arentzen
- 1842: P.L. Behrend, Rudolph Bergh, N.F. Schlegel
- 1843: Carl Th. Sørensen
- 1847: Christian Bache
- 1849: Oskar Siesbye (siden lærer ved skolen 1853-93)
- 1850: Victorinus Pingel (siden lærer ved skolen 1854-64)
- 1851: Frederik Stuckenberg
- 1852: Ludvig Zinck
- 1854: Joseph Glæser
- 1857: Georg Schepelern
- 1858: Victor la Cour, Valdemar Korfitzen, Eugen Petersen
- 1859: Georg Brandes, H.B. Storck
- 1860: P. Hansen
- 1861: Victor Bremer
- 1862: Henrik Bohr, Herman Trier, Johan Henrik Deuntzer
- 1863: Peter Georg Bohr (skolebestyrer 1873-78), H.F. Helweg-Larsen (kun elev), Axel Iversen, Carl Møller, P.F. Rist (kun elev), Arthur Sally, Bernhard Wulff
- 1864: Carl Bruun
- 1865: Fritz Bendix, Ludvig Bramsen, Edvard Brandes, Villiam Faber, J.A. Fridericia, Christian Jürgensen, H.D. Lind, Niels Smith, Carl Thomsen
- 1866: Anton Bing, Isidor Heckscher, Johan Hempel, Frederik Markmann, Holger de Fine Olivarius
- 1867: Rasmus Besthorn, J.F. Meyer
- 1868: Israel Rosenthal
- 1869: Axel Henriques, Gerson Trier
- 1870: David Simonsen, Otto Schwartz
- 1872: Christian Bohr, Carl Emil Fløystrup, Sofus Larsen, Emil Slomann (siden grundlægger af Slomanns Skole)
- 1873: Ernst Schmiegelow, Lauritz Zeuthen
- 1875: Kristoffer Nyrop[1]
- 1884: Viggo Stuckenberg
- 1886: Johan Frederik Fischer
- 1889: Thomas Bredsdorff
- 1893: Holmer Green

Årstal mangler:
- Frederik Brun
- K.C. Nielsen
- August Jerndorff
- Johannes Hansen (hovedeksamen)
- Camillo Bruun (kun elev indtil 1834)
- Julius Thomsen (kun elev indtil 1841)
- Alexander Thorsøe (kun elev indtil 1853)
- Hans Puggaard (kun elev)
- Anker Heegaard (kun elev)
- Joseph Michaelsen (kun elev)
- Johannes Petersen (kun elev)